# Jonesville (South Carolina)
Jonesville is een plaats (town) in de Amerikaanse staat South Carolina, en valt bestuurlijk gezien onder Union County.

## Demografie
Bij de volkstelling in 2000 werd het aantal inwoners vastgesteld op 982.
In 2006 is het aantal inwoners door het United States Census Bureau geschat op 922, een daling van 60 (-6,1%).

## Geografie
Volgens het United States Census Bureau beslaat de plaats een oppervlakte van
2,6 km², geheel bestaande uit land. Jonesville ligt op ongeveer 210 m boven zeeniveau.

## Plaatsen in de nabije omgeving
De onderstaande figuur toont nabijgelegen plaatsen in een straal van 16 km rond Jonesville.